# Malakoffturm (Köln)

Malakoffturm mit Rheinuferbefestigung, links vom Hafenbecken, im Hintergrund der Bayenturm (1884)

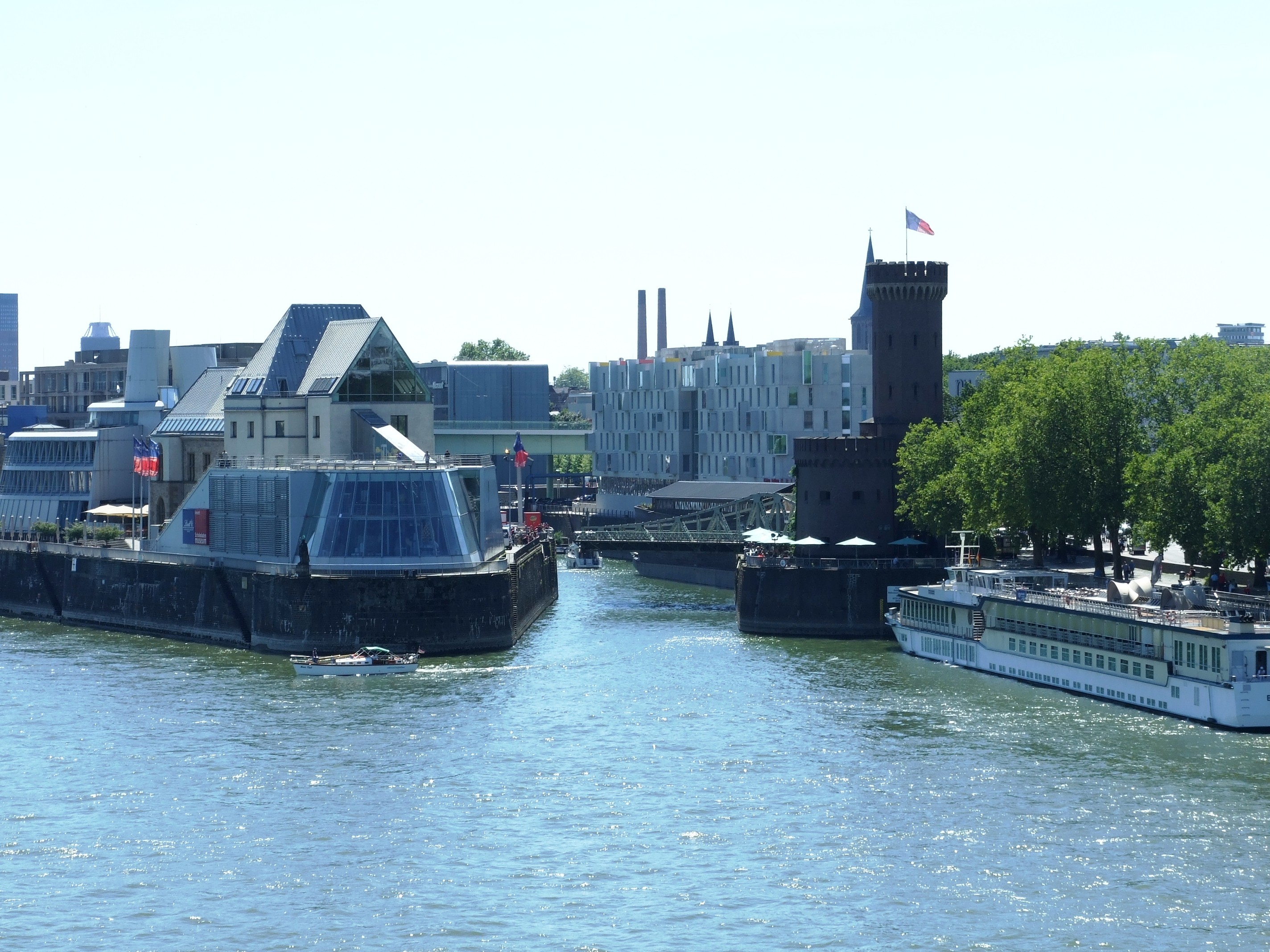
Malakoffturm, nun rechts vom Hafenbecken (2012)

Der Malakoffturm ist ein Relikt der von 1848 bis 1858 errichteten Preußischen Rheinuferbefestigung am Holzmarkt in Köln.

## Geschichte
Nachdem in den 1840er Jahren die der Stadt Köln linksrheinisch vorgelagerte Kette von Forts verdichtet und verstärkt worden war, begann 1848 der Ausbau der rheinseitigen Stadtbefestigung. Hierzu zählte die Anlage eines neuen Sicherheitshafens vor der südlichen Altstadt, die Aufführung einer neuen Kehlmauer und der Bau eines Torturms an der nördlichen Spitze des Hafenbeckens, einschließlich einer eisernen Drehbrücke. Die Arbeiten an Turm und Drehbrücke erfolgten von 1852 bis 1855. Dabei war der Turm mit seinen Nebenbauten bereits 1854 in seinem Äußeren vollendet, während der innere Ausbau erst 1855 abgeschlossen wurde. Die Anlage an der Nordspitze der „Rheinau“ war neben dem eigentlichen Torturm als offene Batterie mit überwölbtem Geschützturm konzipiert. Für die Entwurfsvorlagen zeichnete der Ingenieur-Oberst vom Platz, Carl Schnitzler, verantwortlich, während die Bauleitung in Händen des Stadtbaumeisters Bernhard Harperath lag.
Mit der steten Weiterentwicklung der Angriffswaffen änderte sich auch die strategische Bedeutung der Verteidigungseinrichtungen. Nach dem Übergang der aus militärischen Gründen nicht mehr benötigten Rheinuferbefestigung vom Militärfiskus an die Stadt Köln konnte diese mit dem Ausbau des Areals zum Rheinauhafen beginnen. Von 1892 bis 1898 erfolgte eine vollkommene Umgestaltung, während der, nach Planungen des städtischen Beigeordneten Joseph Stübben, des Stadtbauinspektors Wilhelm Bauer und der Abteilungsbaumeister Edmund Grosse und Hugo Clef, die neuen Werft- und Hafenanlagen entstanden. Der Malakoffturm verlor hierbei ebenfalls seine fortifikatorische Bedeutung. Im Zuge der Anlegung des neuen Hafenbeckens wechselte er zudem die Seite, lag er bei dem als Sicherheitshafen vorgesehenen alten Becken auf der Rheinseite, stand er nach Abschluss der Ausbauarbeiten auf der Stadtseite.
Zum Betrieb der den Rheinauhafen mit dem Holzmarkt verbindenden Drehbrücke wurde in den Malakoffturm eine hydraulische Druckwasserpumpe eingebaut. Die aus Brücke und Pumpe bestehende Anlage stellten im Jahr 1888 Harkort in Duisburg bzw. Haniel & Lueg in Düsseldorf her. Um die Brückenmasse von 420 Tonnen zu bewegen, wurde ein Druck von 50 bar benötigt, den die Pumpstation im Malakoffturm erzeugte. Ursprünglich wurde zum Betrieb der dreizylindrigen Preßpumpe ein 8-PS-Wechselstrommotor der Helios AG in Ehrenfeld eingesetzt. Die Verbindung von der Pumpstation im Malakoffturm zu den Bewegungseinheiten der Brücke wurde dabei mittels unterirdischer Rohre hergestellt. Im Jahre 1986 wurde die Anlage umfassend saniert.
Nach dem Zweiten Weltkrieg verlagerte sich der Hafenumschlag in Köln zusehends an neue Standorte, und der Rheinauhafen verlor an Bedeutung. Die Drehbrücke ist heute in der Regel für Fußgänger und Radfahrer geöffnet, die über diese das seit 1993 vis-à-vis des Malakoffturms gelegene Schokoladenmuseum erreichen, das unter Verwendung alter Bausubstanz an der Nordspitze des Hafens entstand.
Seit 2005 befindet sich am und im Malakoffturm die zu demselben gehörige „Hafenterrasse am Schokoladenmuseum.“ Im Jahr 1911 wurde südwestlich des Malkoffturms das Standbild Tauzieher aufgestellt.

## Namensgebung
Im Jahr 1855 wurde der Turm auf den Namen „Malakoffturm“ getauft. Die Gründe zur Benennung eines Turms der Kölner Festungsanlagen waren bereits in den 1940er Jahren dem Rittmeister bei der Wehrmacht-Kommandantur in Köln, Ernst Zander, nicht ersichtlich. Ihr vorausgegangen war die Eroberung des Fort Malakow in Sewastopol durch französische Truppen am 8. September 1855, nachdem die verteidigenden Russen im Krimkrieg zuvor elf Monate lang der Belagerung durch Franzosen, Briten, Osmanen und Sarden standgehalten hatten.

## Beschreibung
Der Malakoffturm wurde in seiner Ziegelarchitektur von Schnitzler in ähnlichen Formen entworfen wie die in den 1840er Jahren ausgeführten Forts der zweiten Generation. (I, III, V, VII, IX und XI). Dabei besteht er aus einem zweigeschossigen Unterbau, auf dessen quadratischem, stadtseitigem Teil sich der zweigeschossige, achteckige Turmaufsatz befindet, und aus dem rechteckigen Anbau zur Hafenseite, der in einer halbrunden Konche abschließt. An dieser ist auch noch der Ansatz der ursprünglichen Rheinuferbefestigung erkennbar. Am Turm befindet sich stadtseitig ein Erker, darunter eine Gedenktafel zur Erinnerung an den Hafenausbau 1892 bis 1898. Beide Bauteile sind mit einem Zinnenkranz bekrönt.

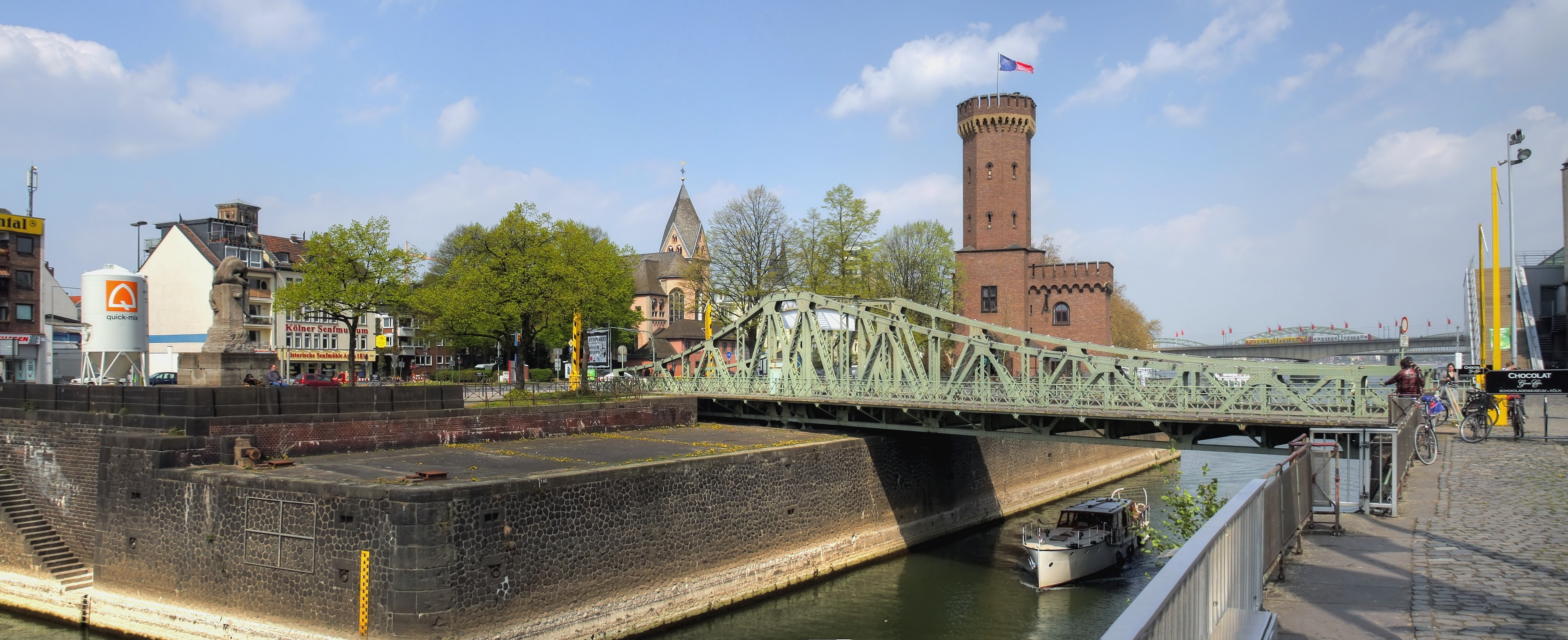
Malakoffturm und Drehbrücke, 2010
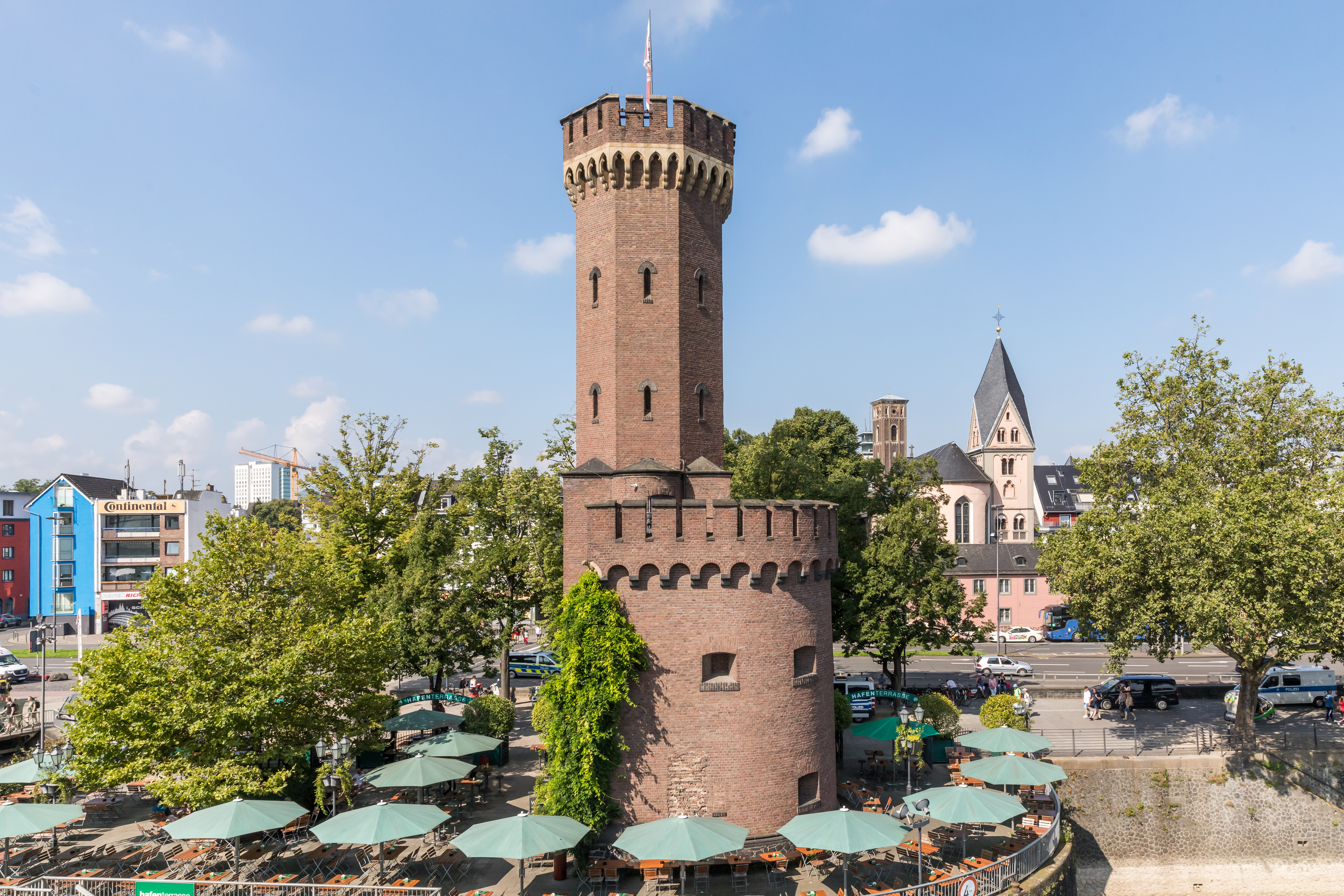
Rheinseite mit Ansatzstelle der Rheinufermauer, 2023
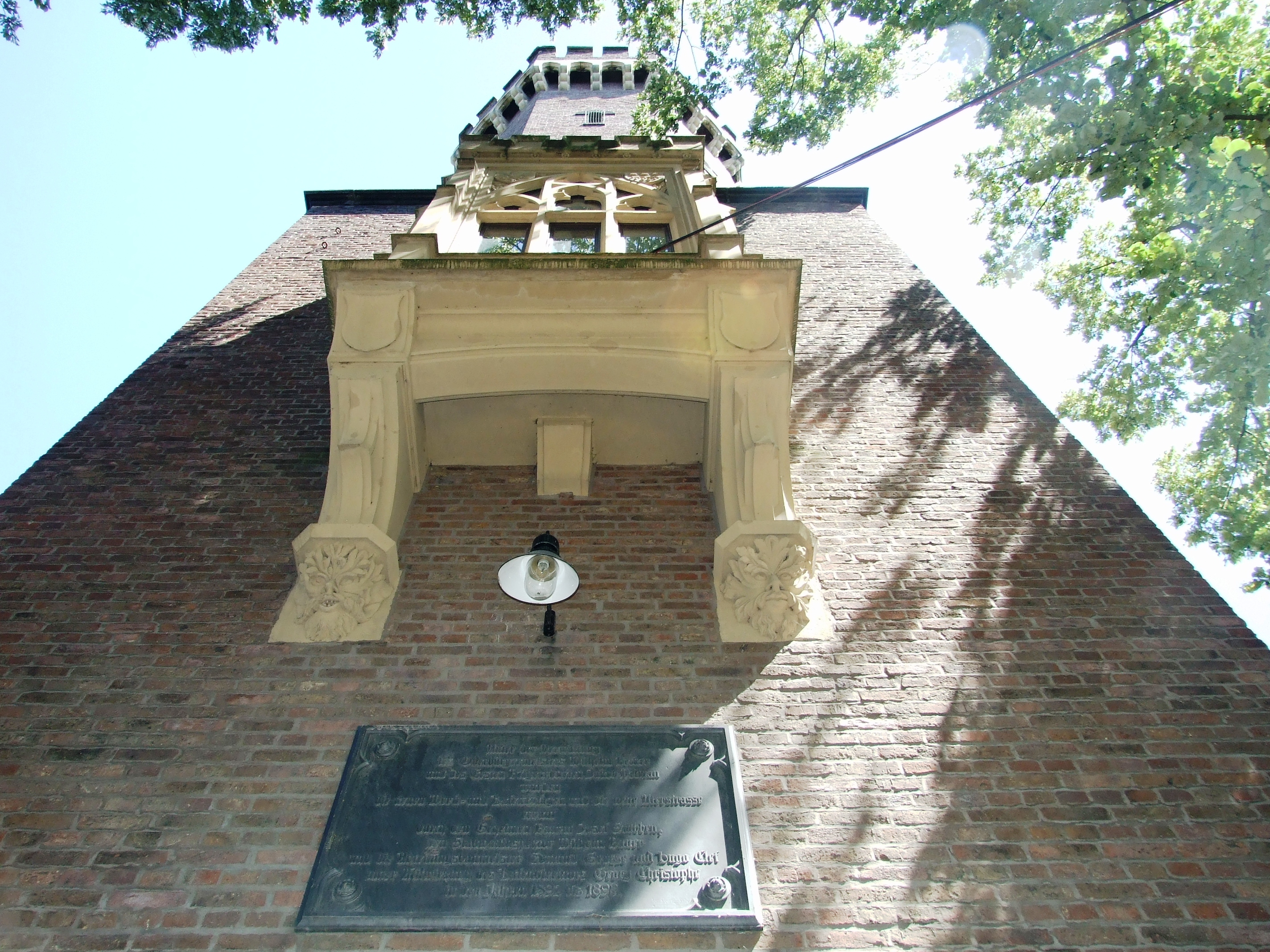
Stadtseite, mit Erker und Gedenktafel, 2012
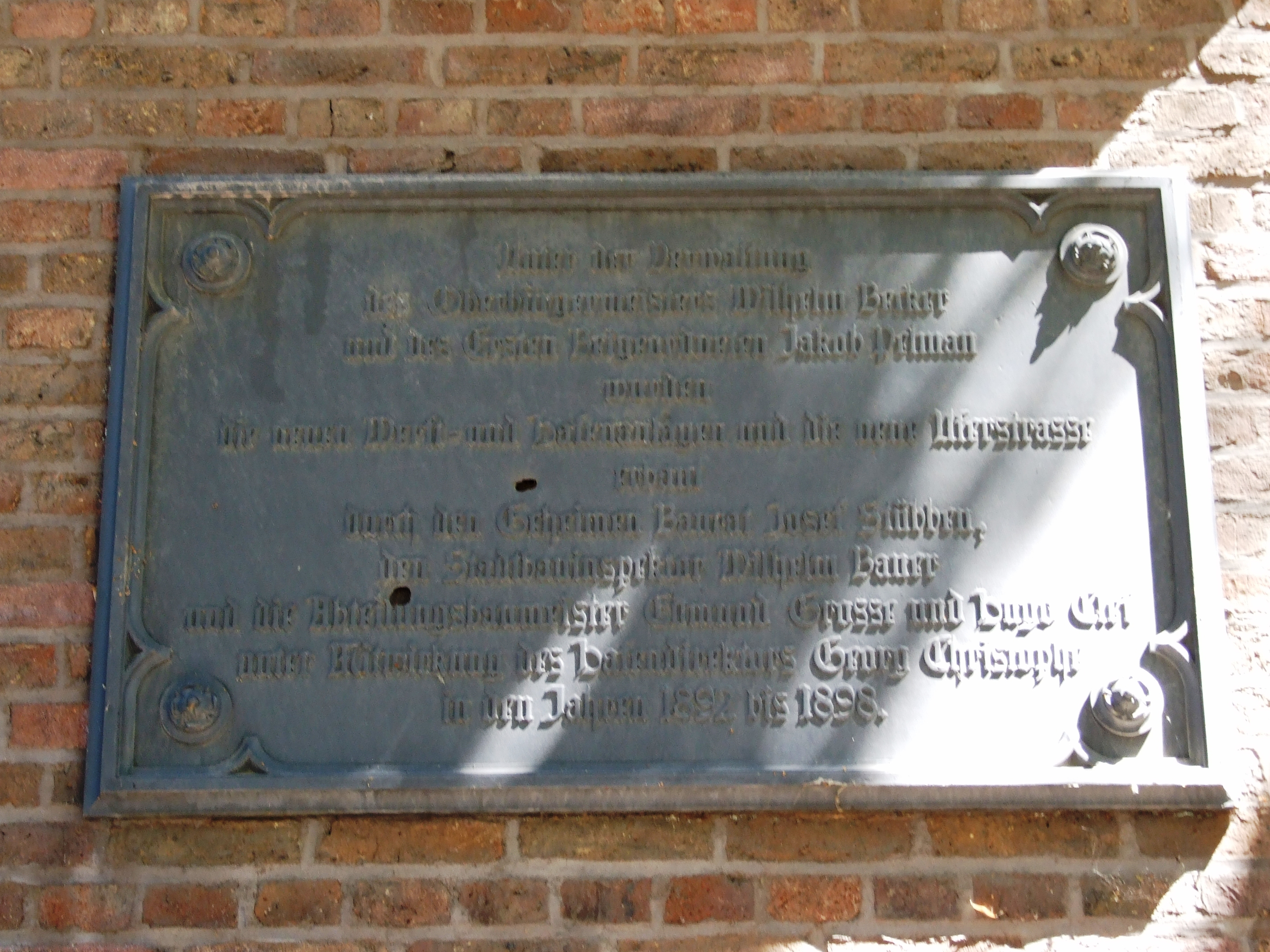
Gedenktafel, 2012